# やわらかスピリッツ
『やわらかスピリッツ』は、2012年11月19日より小学館が配信する無料のウェブコミック配信サイト。略称は『やわスピ』など。

## 概要
『ビッグコミックスピリッツ』『月刊!スピリッツ』に次ぐ「第3のスピリッツ」と位置づけられた本サイトは「ゆるい漫画」をテーマに、曜日ごとに作品が更新される。
マスコットキャラクターはナマズで、吉田戦車がデザインを担当している。
2014年前半までは女性向けの作品を主体に配信していたが、2014年後半から2015年春にかけてほとんどの作品が配信を終了している。以降は男性向けの作品を配信している。

## 連載作品
以下、2024年11月8日現在連載中の作品。主に隔週だが、作品によっては休載も多い。
| 作品名                                                                                   | 作者（作画）         | 原作など                                                       | 開始日         | 配信日         | 備考                                        |
| ---------------------------------------------------------------------------------------- | -------------------- | -------------------------------------------------------------- | -------------- | -------------- | ------------------------------------------- |
| バイオレンスアクション                                                                   | 浅井蓮次（作画）     | 沢田新（原作）                                                 | 2016年4月25日  | 月曜日 →不定期 |                                             |
| 闇金ウシジマくん外伝 肉蝮伝説                                                            | 速戸ゆう（作画）     | 真鍋昌平（原作）                                               | 2017年2月28日  | 水曜日 →月曜日 | 『闇金ウシジマくん』のスピンオフ作品        |
| 異世界失格                                                                               | 若松卓宏（作画）     | 野田宏（原作）                                                 | 2019年10月2日  | 水曜日         |                                             |
| 怪異と乙女と神隠し                                                                       | ぬじま               | —                                                              | 2019年10月18日 | 金曜日         |                                             |
| いじめ探偵                                                                               | 榎屋克優（漫画）     | 阿部泰尚（原案）                                               | 2021年3月15日  | 月曜日 →火曜日 |                                             |
| 大阪マダム、後宮妃になる！                                                               | 馬場彩玖（作画）     | 田井ノエル（原作）                                             | 2021年8月27日  | 金曜日         |                                             |
| 死神の初恋 〜没落華族の 令嬢は愛を知らない死神に嫁ぐ〜                                   | 千世トケイ（作画）   | 朝比奈希夜（原作） 榊空也（キャラクター原案）                  | 2021年8月31日  | 火曜日         |                                             |
| 強すぎて勇者パーティーを卒業した最強剣士、魔法学園でも愛される                           | 生倉大福（作画）     | あまうい白一（原作）                                           | 2022年1月26日  | 水曜日         |                                             |
| 蟲愛づる姫君の結婚 ～後宮はぐれ姫の蠱毒と謎解き婚姻譚～                                  | 楽楽（作画）         | 宮野美嘉（原作） 碧風羽（キャラクター原案） 小原愼司（ネーム） | 2022年1月27日  | 木曜日         |                                             |
| 世界を救った英雄を育てた最強預言者は、冒険者になっても世界中の弟子から慕われてます       | 安住たかひろ（作画） | あまうい白一（原作） 天野英（キャラクター原案）                | 2022年8月25日  | 木曜日         |                                             |
| 後宮茶妃伝 ～寵妃は愛より茶が欲しい～                                                    | 井山くらげ（作画）   | 唐澤和希（原作）                                               | 2022年11月29日 | 火曜日         | 月一配信                                    |
| 火の神さまの掃除人ですが、いつの間にか花嫁として溺愛されています                         | 山田こもも（作画）   | 浅木伊都（原作） SNC（キャラクター原案）                       | 2023年6月22日  | 木曜日         | 月一配信                                    |
| 酒と鬼は二合まで                                                                         | zinbei（作画）       | 羽柴実里（原作）                                               | 2023年8月30日  | 不定期         | 『マンガUP!』から移籍 移籍前の第1話から連載 |
| 私の邪神さまを崇めてください! 異世界で邪教の神官になったのでのんびり伝道してみた         | 夜里本翔             | —                                                              | 2023年9月25日  | 月曜日         | 月一配信                                    |
| デスサイズキューティー                                                                   | 玉置勉強             | —                                                              | 2023年10月20日 | 金曜日         |                                             |
| 歌舞伎町アウトサイド                                                                     | 田中ててて           | —                                                              | 2024年4月1日   | 不定期         |                                             |
| 社畜聖女は休暇中!? 〜島流し…もとい療養先でジョブチェンジ! 恋もキャリアもがんばります!!〜 | 生倉大福（作画）     | 氷川一歩（原作） 藤本キシノ（キャラクター原案）                | 2024年5月1日   | 水曜日         |                                             |

## 過去作品
月一などの連載間隔が備考にない場合もある。
| 作品名 | 作者（作画）                    | 原作など                                                      | 開始日         | 終了日         | 配信日        | 備考                                             |
| --- | ------------------------------- | ------------------------------------------------------------- | -------------- | -------------- | ------------- | ------------------------------------------------ |
| はにー&どぐーのやわらかフットボール                                                                            | のぞみユニ                      | —                                                             | 2012年11月19日 | 2013年7月12日  | 火曜日        | 初配信では予告編を配信 本編は2013年2月22日開始   |
| おしゃべりは、朝ごはんのあとで。                                                                               | 秀良子                          | —                                                             | 2012年11月19日 | 2013年8月2日   | 金曜日        |                                                  |
| ゾンビ営業 高橋                                                                                                | 南門前クマヲ                    | —                                                             | 2012年11月19日 | 2013年9月26日  | 木曜日        | 『月刊!スピリッツ』でも連載                      |
| トド彼 | 高嶋あがさ                      | —                                                             | 2012年11月19日 | 2014年3月4日   | 火曜日        | 『月刊!スピリッツ』でも連載                      |
| やわらかロック                                                                                                 | 石川ローズ                      | —                                                             | 2012年11月19日 | 2014年3月5日   | 水曜日        |                                                  |
| ダーウィンからの手紙                                                                                           | 高嶋あがさ                      | —                                                             | 2013年6月3日   | 2014年3月21日  | 金曜日        |                                                  |
| サンコ先生のダイエット教室                                                                                     | 高田サンコ                      | —                                                             | 2013年12月5日  | 2014年3月27日  | 木曜日        |                                                  |
| 秀良子劇場 | 秀良子                          | —                                                             | 2014年5月13日  | 2014年7月22日  | 火曜日        |                                                  |
| 壬生狼ヤングゼネレーション                                                                                     | 柏葉ヒロ                        | —                                                             | 2012年11月19日 | 2014年11月12日 | 水曜日        |                                                  |
| うきわ | 野村宗弘                        | —                                                             | 2012年11月19日 | 2014年12月5日  | 金曜日        |                                                  |
| ほんとにほんとにほんとにほんとに ライオン田!                                                                   | 石神シシ                        | —                                                             | 2012年11月19日 | 2015年2月23日  | 月曜日        | 『月刊!スピリッツ』でも連載                      |
| おでかけワンピース                                                                                             | いとい滋                        | —                                                             | 2015年3月6日   | 2015年4月3日   | 金曜日        |                                                  |
| 菜々子さん的な日常 SPIRITS                                                                                     | 瓦敬助                          | —                                                             | 2015年4月7日   | 2015年4月14日  | 金曜日        |                                                  |
| 特別サービス MORE SPECIAL!!                                                                                    | 位置原光Z                       | —                                                             | 2015年7月13日  | 2015年7月20日  | 月曜日        |                                                  |
| 花とアリス殺人事件                                                                                             | 道満晴明（作画）                | 岩井俊二（原作）                                              | 2015年2月16日  | 2015年7月27日  | 月曜日        |                                                  |
| ストレッチ | アキリ                          | —                                                             | 2013年5月23日  | 2015年10月15日 | 木曜日        |                                                  |
| アイアムアヒーロー in OSAKA                                                                                    | 本田優貴（作画）                | 花沢健吾（原作）                                              | 2015年6月26日  | 2015年12月23日 | 金曜日        | 『アイアムアヒーロー』 のスピンオフ作品          |
| モノクローム 帝都忍法帖                                                                                        | キム・クァンヒョン （作画）     | イム・ダリョン （原作）                                       | 2015年3月18日  | 2016年1月20日  | 水曜日        |                                                  |
| 乙女のてにをは                                                                                                 | るなツー                        | —                                                             | 2014年5月15日  | 2016年1月27日  | 水曜日        |                                                  |
| アイドれ! グリーン♥ラプソディ                                                                                  | くみちょう                      | —                                                             | 2015年8月21日  | 2016年3月11日  | 金曜日        |                                                  |
| くまっチャウンダー                                                                                             | みずしな孝之                    | —                                                             | 2014年8月26日  | 2016年4月6日   | 火曜日        |                                                  |
| やみきんっ♥うしじまきゅん                                                                                      | 松本勇祐（作画）                | 真鍋昌平（原作）                                              | 2015年3月2日   | 2016年4月18日  | 月曜日        | 『闇金ウシジマくん』 のスピンオフ作品            |
| 菜々子さん的な日常 REVIVAL                                                                                     | 瓦敬助                          | —                                                             | 2015年4月21日  | 2016年6月21日  | 火曜日        |                                                  |
| でんぱ受信中!! 〜ひきこもり漫画家でんぱ組応援記録〜                                                            | くみちょう                      | —                                                             | 2015年11月27日 | 2016年8月8日   | 月曜日        |                                                  |
| アイアムアヒーロー in IBARAKI                                                                                  | 富士沢一矢（作画）              | 花沢健吾（原案・監修）                                        | 2016年3月24日  | 2016年8月25日  | 木曜日        | 月一配信 『アイアムアヒーロー』 のスピンオフ作品 |
| 世界は優しさで溢れている                                                                                       | 松本清志郎正和                  | —                                                             | 2016年3月16日  | 2016年8月31日  | 水曜日        |                                                  |
| ZZZのZ 〜ねむりちゃんとおやすみ〜                                                                              | 木戸朋生                        | —                                                             | 2016年5月18日  | 2016年10月12日 | 水曜日        |                                                  |
| アイアムアヒーロー in NAGASAKI                                                                                 | にしだけんすけ （作画）         | 花沢健吾（原案・監修）                                        | 2016年3月28日  | 2016年10月20日 | 月曜日        | 月一配信 『アイアムアヒーロー』 のスピンオフ作品 |
| 本命はポニーテール                                                                                             | 結城さくや                      | —                                                             | 2016年11月18日 | 2016年12月23日 | 金曜日        |                                                  |
| 8月のゴースト                                                                                                  | 降本孟                          | —                                                             | 2016年8月10日  | 2016年12月28日 | 水曜日        |                                                  |
| 咲いたコスモス コスモス咲いた                                                                                  | 帯屋ミドリ                      | —                                                             | 2016年7月19日  | 2017年1月17日  | 火曜日        |                                                  |
| パラフィリア 〜人間椅子奇譚〜                                                                                  | 佐藤まさき                      | —                                                             | 2016年8月5日   | 2017年3月17日  | 金曜日        |                                                  |
| 青猫について                                                                                                   | 小原愼司                        | —                                                             | 2016年3月31日  | 2017年3月23日  | 木曜日        |                                                  |
| fit!!! | ウラモトユウコ                  | —                                                             | 2017年3月2日   | 2017年7月6日   | 木曜日        |                                                  |
| 駄能力JK成毛川さん                                                                                             | 菅森コウ                        | —                                                             | 2015年7月23日  | 2017年10月18日 | 木曜日        | 月一配信                                         |
| 駅メモ!-みろくのマスターレポート-                                                                              | くみちょう （作画）             | 駅メモプロジェクト （原案・監修）                             | 2017年8月10日  | 2018年2月22日  | 木曜日        |                                                  |
| 柚子森さん | 江島絵理                        | —                                                             | 2016年6月27日  | 2018年3月26日  | 月曜日        | 毎週配信 → 隔週配信                              |
| 最強伝説 仲根                                                                                                  | 上原求（漫画） 新井和也（漫画） | 福本伸行（協力） 横井憲治（原作）                             | 2017年12月6日  | 2018年4月18日  | 水曜日        | 『最強伝説 黒沢』 のスピンオフ作品               |
| 天蒼軌道アルヴァドリング                                                                                       | 松田愁 松江名俊                 | —                                                             | 2016年8月8日   | 2018年4月30日  | 月曜日        | 2巻までは松田愁の単独名義                        |
| ダンジョンのほとりの宿屋の親父                                                                                 | 東谷文仁                        | —                                                             | 2016年6月20日  | 2018年8月27日  | 月曜日        |                                                  |
| スカイフォール〜消し尽くせぬ夏の光〜                                                                           | 三門ジャクソン                  | —                                                             | 2018年8月6日   | 2018年9月3日   | 月曜日        |                                                  |
| プリンセスメゾン                                                                                               | 池辺葵                          | —                                                             | 2014年8月7日   | 2018年11月1日  | 木曜日        | 月一配信                                         |
| おなかがすいたらおともだち                                                                                     | おぐりイコ                      | —                                                             | 2018年8月15日  | 2018年12月5日  | 水曜日        |                                                  |
| 人魚姫のごめんねごはん                                                                                         | 若松卓宏（作画）                | 野田宏（原作）                                                | 2017年1月11日  | 2019年4月24日  | 水曜日        |                                                  |
| 闇金ウシジマくん外伝 らーめん滑皮さん                                                                          | 山崎童々（作画）                | 真鍋昌平（原作）                                              | 2017年12月7日  | 2019年5月9日   | 木曜日        | 毎週配信 『闇金ウシジマくん』 のスピンオフ作品   |
| シャークな彼女の領域                                                                                           | 楽楽                            | —                                                             | 2018年11月1日  | 2019年6月13日  | 木曜日        | 月一配信                                         |
| お酒は夫婦になってから                                                                                         | クリスタルな洋介                | —                                                             | 2015年4月3日   | 2019年7月19日  | 金曜日        | 「お酒は大人になってから」 を不定期配信          |
| 咲宮センパイの弓日                                                                                             | 天野茶玖                        | —                                                             | 2019年8月2日   | 2019年8月9日   | 金曜日        |                                                  |
| シャレにナラナイさん                                                                                           | 伊藤和良                        | —                                                             | 2018年7月30日  | 2019年8月21日  | 月曜日        | 『ビッグコミック増刊号』 でも連載                |
| おそとにでようよ雨やんだら                                                                                     | 夏花ナオト                      | —                                                             | 2019年7月4日   | 2019年8月29日  | 木曜日        | 『ビッグコミックスピリッツ』 でも連載            |
| ゼロから始める事故物件生活                                                                                     | 奥香織                          | 松竹芸能（協力）                                              | 2018年9月14日  | 2019年9月13日  | 金曜日        |                                                  |
| 保健室のおたくおねえさんは好きですか?                                                                          | 川端新                          | —                                                             | 2018年10月3日  | 2019年10月4日  | 水曜日        |                                                  |
| ぼくと三本足のちょんぴー                                                                                       | 小田原ドラゴン                  | —                                                             | 2018年10月15日 | 2020年2月3日   | 月曜日 木曜日 | 週2話配信                                        |
| 泣いたって画になるね                                                                                           | 畳ゆか                          | —                                                             | 2020年2月10日  | 2020年4月20日  | 月曜日        |                                                  |
| 初恋 | 佐久間結衣（漫画）              | 中村雅（原作）                                                | 2018年10月17日 | 2020年4月24日  | 木曜日        |                                                  |
| おやすみシェヘラザード                                                                                         | 篠房六郎                        | —                                                             | 2018年3月6日   | 2020年4月28日  | 火曜日        |                                                  |
| 出禁探偵 〜クララが来たりて謎を解く？？？〜                                                                    | 屋乃啓人                        | —                                                             | 2019年10月28日 | 2020年5月18日  | 月曜日        |                                                  |
| WeTuber ウィーチューバー おっさんと 男子高校生で動画の頂点狙ってみた                                           | 稲井雄人（作画）                | 原田まりる（原作） 飲茶（原作） ラファエル（監修）            | 2019年6月4日   | 2020年6月23日  | 火曜日        |                                                  |
| アルプススタンドのはしの方                                                                                     | 森マシミ（漫画）                | 藪博晶（原作）                                                | 2020年3月19日  | 2020年7月2日   | 木曜日        |                                                  |
| 田島シュウの日めくり漫言                                                                                       | 田島シュウ                      | —                                                             | 2019年10月7日  | 2020年8月21日  | 全曜日        | 平日毎日配信                                     |
| 新しい足で駆け抜けろ。                                                                                         | みどりわたる                    | —                                                             | 2020年6月4日   | 2020年12月17日 | 木曜日        | 『ビックコミックスピリッツ』 でも連載            |
| ぼくは黒蜜さんの腹筋がこわい                                                                                   | 山崎コータ                      | —                                                             | 2019年9月20日  | 2021年4月30日  | 金曜日        |                                                  |
| DIYマン | 中川いさみ                      | —                                                             | 2020年6月2日   | 2021年5月11日  | 火曜日        |                                                  |
| 女(じぶん)の体をゆるすまで                                                                                     | ペス山ポピー                    | —                                                             | 2020年8月27日  | 2021年6月10日  | 木曜日        |                                                  |
| 殺し屋は今日もBBAを殺せない。                                                                                  | 芳明慧                          | —                                                             | 2020年1月27日  | 2022年1月10日  | 月曜日        | 『サンデーGX』でも連載                           |
| 結婚が前提のラブコメ                                                                                           | 大竹利朋（作画）                | 栗ノ原草介（原作） 吉田ばな （キャラクター原案）              | 2021年8月24日  | 2022年5月24日  | 火曜日        |                                                  |
| 呪剣の姫のオーバーキル                                                                                         | 藤澤紀幸（作画）                | 川岸殴魚（原作） so品 （キャラクター原案）                    | 2021年8月19日  | 2022年6月30日  | 木曜日        |                                                  |
| 野湯ガール | 吉田史朗（作画）                | 麻生羽呂（原作）                                              | 2021年8月20日  | 2022年8月5日   | 金曜日        |                                                  |
| 猫に嫁入り | 拓平（作画）                    | 沖田円（原作） 條（キャラクター原案）                         | 2022年2月1日   | 2022年11月8日  | 火曜日        |                                                  |
| 野生のJK柏野由紀子は、異世界で酒場を開く                                                                       | 相河柚希（作画）                | Y.A（原作） すざく（キャラクターデザイン） 浜村俊基（ネーム） | 2021年8月20日  | 2022年12月26日 | 月曜日        |                                                  |
| 悪魔の論破 ～信じてはいけないあの娘のために～                                                                  | 洋介犬                          | —                                                             | 2022年11月10日 | 2023年8月24日  | 木曜日        |                                                  |
| 異世界猫と不機嫌な魔女                                                                                         | 柏葉ヒロ                        | —                                                             | 2021年8月30日  | 2023年8月28日  | 月曜日        |                                                  |
| GEKIRIN ～逆鱗～                                                                                               | 馬田イスケ                      | —                                                             | 2023年2月24日  | 2023年11月17日 | 金曜日        |                                                  |
| 最強無敵の美少女賢者たちが、オレの師匠になりたがる～武術の才能がなくて追放された少年、魔法の才能はすごかった～ | 一ノ瀬隆（作画）                | kt60（原作）                                                  | 2022年8月31日  | 2024年4月10日  | 水曜日        |                                                  |
| 異世界人生劇場〜竜と魔王とエビフライ〜                                                                         | ka92                            | —                                                             | 2021年8月25日  | 2024年6月12日  | 水曜日        |                                                  |
| アジール Asyl ～復讐の裏社会半グレ狩り～                                                                       | 速戸ゆう                        | —                                                             | 2023年6月14日  | 2024年7月17日  | 水曜日        |                                                  |

## 映像化作品

### アニメ化
| 作品                   | 放送年 | アニメーション制作 |
| ---------------------- | ------ | ------------------ |
| お酒は夫婦になってから | 2017年 | Creators in Pack   |
| 怪異と乙女と神隠し     | 2024年 | ゼロジー           |
| 異世界失格             | 2024年 | Atelier Pontdarc   |

### 実写化
| 作品             | 放送年 | 配給        |
| ---------------- | ------ | ----------- |
| プリンセスメゾン | 2016年 | カズモ、NHK |

| 作品                   | 公開年 | 配給                                    |
| ---------------------- | ------ | --------------------------------------- |
| バイオレンスアクション | 2022年 | ソニー・ピクチャーズ エンタテインメント |

- 他誌へ移籍したテレビドラマ化作品として『うきわ』がある。